# Charles Rodius
Pour l’article homonyme, voir SsangYong Rodius.
Charles Rodius, né en 1802 et mort le 9 avril 1860, est un artiste, graveur et architecte. Formé en France avant de s'établir en Angleterre, il est déporté en 1829 en tant que condamné dans la colonie pénitentiaire australienne de Nouvelle-Galles du Sud. 
Bien qu'il ne soit pas aussi connu que d'autres artistes condamnés, comme Joseph Lycett (en) et Thomas Griffiths Wainewright, Rodius reçoit des éloges pour ses œuvres, et il est représenté dans plusieurs grandes galeries australiennes. 

## Jeunesse et éducation
Rodius naît en 1802 à Cologne en Allemagne. Adolescent, il s'installe à Paris, en France, où il étudie l'art, travaille comme professeur de « musique, peinture, dessin et langues dans des familles de première distinction ». 
Au début de 1829, alors qu'il vit à Londres, il est accusé d'avoir volé un flacon de parfum, des billets, un verre d'opéra et un mouchoir dans un sac à main pour femme. Rodius se défend, arguant que ces objets étaient des cadeaux de certaines de ses étudiantes. Il est néanmoins reconnu coupable et est condamné à sept ans de déportation dans la colonie pénitentiaire australienne de New South Wales. Au moment de son procès, il est décrit comme « un jeune étranger, vêtu d'un style à la mode ». 

## Déportation en Australie

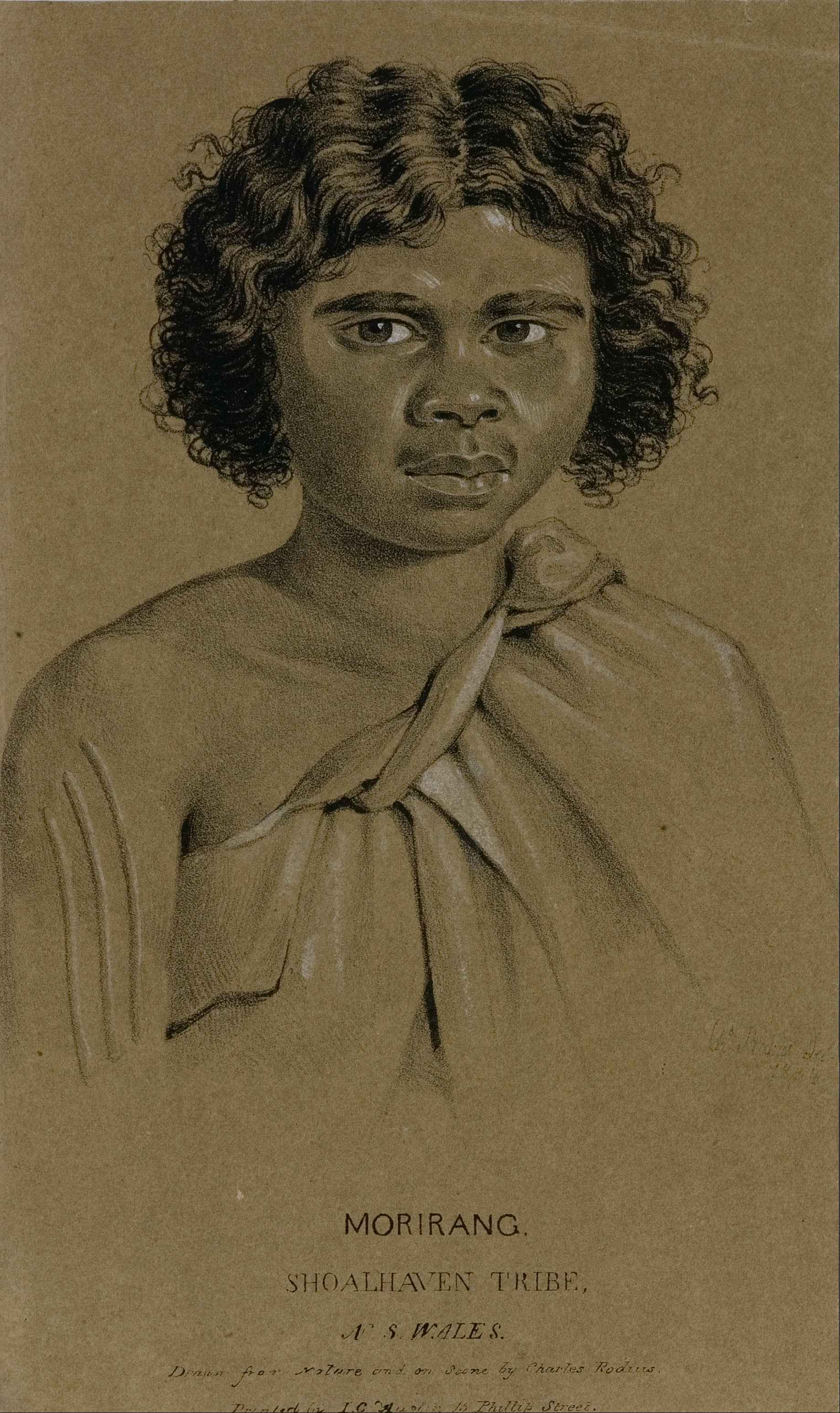
Morirang, Shoalhaven Tribe, Nouvelle-Galles du Sud, 1834, Galerie d'art de l'Australie-Méridionale

Rodius arrive en Nouvelle-Galles du Sud à bord du navire Sarah, en décembre 1829. À l'instar de Thomas Bock, Joseph Lycett et d'autres condamnés déportés aux talents artistiques, les compétences de Rodius en tant que dessinateur sont utilisées par les autorités coloniales et il est affecté au département des travaux publics de Sydney. Il enseigne le dessin à des officiers civils et militaires et aide à concevoir des plans pour des bâtiments coloniaux proposés. Rodius est également engagé comme portraitiste par des membres de l'élite de la colonie, dont le juge en chef Francis Forbes. S'étant forgé une réputation d'artiste dandy, Rodius, avec l'appui de son mécénat, se voit accorder un billet d'exemption en 1832 - l'année où il commence à gagner sa vie comme artiste qui est changé en un billet de congé deux ans après.
Rodius reste en Australie, où il continue à créer des portraits d'identités coloniales bien connues, dont l'explorateur et compatriote allemand Ludwig Leichhardt. Selon Joanna Gilmour, conservatrice de la National Portrait Gallery, ce sont les portraits d’Australiens autochtones de Rodius qui « démontre sa véritable dextérité » en tant qu’artiste. Si certains de ces portraits font allusion à la caricature, d'autres, tels que ses portraits d'Aborigènes du district de Shoalhaven, « sont désarmants dans leur douceur et leur sensibilité ». Les œuvres autochtones de Rodius sont largement diffusées par l'artiste sous forme de lithographies, vendues à un prix destiné à "mettre ces exemplaires intéressants à la portée de toutes les classes". 
Rodius subit un accident vasculaire cérébral à la fin des années 1850, le laissant paralysé d'un côté, et le 9 avril 1860, il meurt « d'infirmité » à l'hôpital de Liverpool de Sydney.

## Œuvres
- Le musée de Sydney conserve de lui dix portraits aux crayons d'Australiens notables, exécutés d'après nature de 1834 à 1854[3].
- Le musée de Narbonne possède une aquarelle datée de 1827, Marine, qui pourrait lui être attribuée[3].